# Donald DiFrancesco
Donald Thomas DiFrancesco (* 20. November 1944 in Scotch Plains, New Jersey) ist ein US-amerikanischer Politiker (Republikanische Partei). Er war von 2001 bis 2002 Gouverneur des Bundesstaates New Jersey.

## Frühe Jahre und politischer Aufstieg
Donald DiFrancesco besuchte bis 1966 die Pennsylvania State University und studierte danach an der Seton Hall School of Law Jura. Danach wurde er Mitglied einer Rechtsanwaltskanzlei. Im Jahr 1976 wurde er in das Repräsentantenhaus von New Jersey gewählt; seit 1979 war er Mitglied des Staatssenats, dessen Präsident er 1992 wurde. Im Senat war er 1989 an der Verabschiedung des New Jersey Family Leave Act beteiligt. Nach diesem Gesetz, das später vom Bund übernommen wurde, werden die Arbeitsplätze von Arbeitnehmern gesichert, die zuhause Familienmitglieder betreuen. Er setzte sich auch für die Senkung der Eigentumssteuer, die Verbesserung des Bildungs- und Gesundheitssystems, den Umweltschutz, den Ausbau der Infrastruktur und hier insbesondere den Straßenbau ein.

## Gouverneur von New Jersey und weiterer Lebenslauf
Nachdem die Gouverneurin Christine Todd Whitman am 31. Januar 2001 ihr Amt niedergelegt hatte, um als Leiterin der Environmental Protection Agency in die Regierung von Präsident George W. Bush einzutreten, musste DiFrancesco als amtierender Senatspräsident entsprechend der Staatsverfassung geschäftsführend das Amt des Gouverneurs übernehmen. Da er Präsident des Senats blieb, war er in dieser doppelten Funktion ungewöhnlich mächtig, was unter den Abgeordneten die Notwendigkeit einer Verfassungsänderung deutlich werden ließ. DiFrancesco übte das Amt des Gouverneurs zwischen dem 31. Januar 2001 und dem 8. Januar 2002 fast ein Jahr lang aus. Die auszufüllende Amtszeit des Gouverneurs wäre noch bis zum 15. Januar gegangen; der bisherige Senat, für den er nicht wieder kandidierte, und damit auch sein Präsidentenamt waren jedoch bereits einige Tage vorher abgelaufen. Mit der erwähnten Verfassungsänderung aus dem Jahr 2005, die das Amt des Vizegouverneurs einführte, war auch verbunden, dass DiFrancescos Amtszeit im Nachhinein zu der eines vollwertigen Gouverneurs erklärt wurde, da sie länger als 180 Tage dauerte. Im August 2001 konnte er sich einer Zustimmungsrate von 54 % bei den Bürgern New Jerseys erfreuen. Bemerkenswert ist, dass die Zustimmung zu seiner Politik bei den Anhängern der oppositionellen Demokratischen Partei bei 48 % lag. Seine angestrebte Kandidatur für eine volle Amtszeit als Gouverneur gab er jedoch im April 2001 auf, als ihm die große öffentliche Begutachtung seines Lebens und seiner Familie durch einen solchen Wahlkampf bewusst wurde.
Später wurde Donald DiFranceso Vorstandsmitglied einer Bank mit Sitz in New Jersey sowie Mitglied einer Anwaltskanzlei. Mit seiner Frau Diane DiFrancesco hat er drei Kinder.